# Meu Jeito, Seu Jeito
Meu Jeito, Seu Jeito es el segundo y último álbum de estudio de lo extinto grupo musical brasileño Rebeldes. El álbum cuenta con lo nuevo sencillo Liberdade Consciente y también canciones como Tá em Casa, Certos Dias, Só Amanhã, además de la canción del mismo nombre, Meu Jeito, Seu Jeito. El CD fue lanzado en 9 de diciembre de 2012. El álbum vendió 80.000 copias en total. El álbum fue producido por Rick Bonadio y presenta los miembros Lua Blanco, Mel Fronckowiak, Sophia Abrahão, Arthur Aguiar, Chay Suede y Micael Borges cantando composiciones de Bonadio y artistas ya establecidos, como el cantante y guitarrista Di Ferrero y Gee Rocha, de lo grupo NX Zero.

## Lista de canciones
- Tá em Casa - Lua Blanco y Micael Borges
- Certos Dias - Chay Suede
- Meu Jeito, Seu Jeito - Lua Blanco
- Liberdade Consciente - Lua Blanco y Micael Borges
- Começo, Meio e Fim - Lua Blanco y Arthur Aguiar
- Falando Sozinho - Mel Fronckowiak, Chay Suede, Lua Blanco y Sophia Abrahão
- Sonho Real - Arthur Aguiar, Mel Fronckowiak y Sophia Abrahão
- Só Amanhã - Micael Borges y Sophia Abrahão
- A Voz das Estrelas - Micael Borges
- Recomeço - Chay Suede y Mel Fronckowiak
- Na Mesma Frequência - Lua Blanco, Mel Fronckowiak y Sophia Abrahão
- Aperta o Start - Sophia Abrahão y Mel Fronckowiak